# برانسون (فلوریدا)
برانسون (به انگلیسی: Bronson) شهرکی در شهرستان لوی ایالت فلوریدا است که در سال ۱۹۵۱ بنیان‌گذاری شده‌است. این شهرک طبق سرشماری سال ۲۰۱۰ میلادی، ۱٬۱۱۳ نفر جمعیت داشته و مساحت آن نیز ۱۰٫۴ کیلومتر مربع است.